# Shūryāb
Shūryāb (persiska: شوریاب, Shūrāb) är en ort i Iran.   Den ligger i provinsen Khorasan, i den nordöstra delen av landet, 600 km öster om huvudstaden Teheran. Shūryāb ligger 1 271 meter över havet och antalet invånare är 512.
Terrängen runt Shūryāb är kuperad västerut, men österut är den platt. Runt Shūryāb är det ganska tätbefolkat, med 56 invånare per kvadratkilometer. Närmaste större samhälle är Sar Deh, 12,8 km öster om Shūryāb. Trakten runt Shūryāb består i huvudsak av gräsmarker.